# Elecciones municipales de 2007 en Valladolid
Las elecciones municipales de 2007 se celebraron en Valladolid el domingo 27 de mayo, de acuerdo con el Real Decreto de convocatoria de elecciones locales en España dispuesto el 2 de abril de 2007 y publicado en el Boletín Oficial del Estado el día 3 de abril. Se eligieron los 29 concejales del pleno del Ayuntamiento de Valladolid, mediante un reparto proporcional (sistema d'Hondt) con cláusula de barrera del 5%.

## Resultados
Las elecciones supusieron en la práctica la reedición de los resultados de las elecciones de 2003, con la candidatura del Partido Popular obteniendo una mayoría absoluta de concejales (15) por un estrecho margen de votos, frente a los 13 concejales de la candidatura del Partido Socialista Obrero Español (PSOE) y el solitario concejal obtenido por Izquierda Unida-Los Verdes Castilla y León.
| Candidatura                                             | Candidatura                                             | Votos   | %                     | Concejales            |
| ------------------------------------------------------- | ------------------------------------------------------- | ------- | --------------------- | --------------------- |
|                                                         | Partido Popular (PP)                                    | 87 046  | 47,81                 | 15                    |
|                                                         | Partido Socialista Obrero Español (PSOE)                | 71 077  | 39,04                 | 13                    |
|                                                         | Izquierda Unida-Los Verdes Compromiso por CyL (IU-LV)   | 10 727  | 5,89                  | 1                     |
| Candidatura Independiente-El Partido de Castilla y León | Candidatura Independiente-El Partido de Castilla y León | 5685    | 3,12                  | 0                     |
| Tierra Comunera-Alternativa por Castilla y León         | Tierra Comunera-Alternativa por Castilla y León         | 919     | 0,50                  | 0                     |
| Los Verdes de Europa (LVE)                              | Los Verdes de Europa (LVE)                              | 816     | 0,45                  | 0                     |
| Centro Democrático y Social (CDS)                       | Centro Democrático y Social (CDS)                       | 401     | 0,22                  | 0                     |
| Partido Antitaurino Contra el Maltrato Animal (PACMA)   | Partido Antitaurino Contra el Maltrato Animal (PACMA)   | 379     | 0,21                  | 0                     |
| Solidaridad y Autogestión Internacionalista (SAIn)      | Solidaridad y Autogestión Internacionalista (SAIn)      | 266     | 0,15                  | 0                     |
| Partido Comunista del Pueblo Castellano (PCPC)          | Partido Comunista del Pueblo Castellano (PCPC)          | 264     | 0,15                  | 0                     |
| Falange Española de las JONS (FE de las JONS)           | Falange Española de las JONS (FE de las JONS)           | 256     | 0,14                  | 0                     |
| Por Un Mundo Más Justo (PUM+J)                          | Por Un Mundo Más Justo (PUM+J)                          | 226     | 0,12                  | 0                     |
| Unidad Regionalista de Castilla y León (URCyL)          | Unidad Regionalista de Castilla y León (URCyL)          | 202     | 0,11                  | 0                     |
| Centro Democrático Liberal (CDL)                        | Centro Democrático Liberal (CDL)                        | 195     | 0,11                  | 0                     |
| Demócratas Independientes                               | Demócratas Independientes                               | 160     | 0,09                  | 0                     |
| Partido Humanista (PH)                                  | Partido Humanista (PH)                                  | 129     | 0,07                  | 0                     |
| Votos en blanco                                         | Votos en blanco                                         | 3320    | 1,82                  | n/a                   |
| Votos válidos                                           | Votos válidos                                           | 182 068 | 100,00                | 29                    |
| Votos nulos                                             | Votos nulos                                             | 966     | Participación: 69,11% | Participación: 69,11% |
| Votantes                                                | Votantes                                                | 183 034 | Participación: 69,11% | Participación: 69,11% |
| Electores                                               | Electores                                               | 264 840 | Participación: 69,11% | Participación: 69,11% |

## Concejales elegidos
Relación de concejales electos:
| N.º | Nombre                               | Lista | Lista    |
| --- | ------------------------------------ | ----- | -------- |
| 1   | Francisco Javier León de la Riva     |       | PP       |
| 2   | María Soraya Rodríguez Ramos         |       | PSOE     |
| 3   | Ramiro Felipe Ruiz Medrano           |       | PP       |
| 4   | Óscar Puente Santiago                |       | PSOE     |
| 5   | María Ángeles Porres Ortún           |       | PP       |
| 6   | María del Carmen González Ramos      |       | PSOE     |
| 7   | Jesús Enríquez Tauler                |       | PP       |
| 8   | José Francisco Martín Martínez       |       | PSOE     |
| 9   | Rosa Isabel Hernández del Campo      |       | PP       |
| 10  | María Mercedes Cantalapiedra Álvarez |       | PP       |
| 11  | María Teresa Carbajo Sahagún         |       | PSOE     |
| 12  | Jesús García Galván                  |       | PP       |
| 13  | José Javier Izquierdo Roncero        |       | PSOE     |
| 14  | Manuel Sánchez Fernández             |       | PP       |
| 15  | Alfonso Domingo Sánchez de Castro    |       | IULV-CYL |
| 16  | Dolores Valle Martínez               |       | PSOE     |
| 17  | María Dominga Fernández Domínguez    |       | PP       |
| 18  | Juan José Zancada Polo               |       | PSOE     |
| 19  | Alfredo Blanco Montero               |       | PP       |
| 20  | Tomás Punzano Ruiz                   |       | PP       |
| 21  | María Victoria Soto Olmedo           |       | PSOE     |
| 22  | Almudena Domínguez Toranzo           |       | PP       |
| 23  | Luis Ángel Vélez Santiago            |       | PSOE     |
| 24  | Gonzalo Hernández Santamaría         |       | PP       |
| 25  | Mercedes Jiménez Crespo              |       | PSOE     |
| 26  | Cristina Vidal Fernández             |       | PP       |
| 27  | Álvaro Abril Aparicio                |       | PSOE     |
| 28  | María Esperanza Vázquez Boyero       |       | PP       |
| 29  | María Consuelo de León Sinovas       |       | PSOE     |